# Hydroporus errans
Hydroporus errans är en skalbaggsart som beskrevs av Sharp 1882. Hydroporus errans ingår i släktet Hydroporus och familjen dykare. Inga underarter finns listade i Catalogue of Life.